# Droga N990 (Holandia)
Droga prowincjonalna N990 (nid. Provinciale weg 990) – droga prowincjonalna w Holandii, w prowincji Groningen. Jest to główna droga prowadząca do portu w Delfzijl. Biegnie równolegle do drogi N991
N991 to droga jednopasmowa o maksymalnej dopuszczalnej prędkości 50 km/h, która nosi nazwę Zeesluizen.